# Aleksander Sielicki
Aleksander Sielicki (* 1951 in Wrocław) ist ein polnischer Künstler, der in Kanada lebt.
Sielicki studierte Kunst an der Akademie der Schönen Künste in Wrocław mit Schwerpunkt auf Keramik und Glas und schloss sein Studium 1977 ab. 
Er ist Mitglied des Verbands der polnischen Künstler und Designer und gehörte zu den Gründungsmitgliedern der Gruppe RYS. Die Kunst des Exlibris erlernte er bei Zygmunt Waśniewski am Staatlichen Zentrum für visuelle Kultur. Ab 1965 widmete er sich der Druckgrafik im kleinen Format und schuf etwa 100 Exlibris. Dabei arbeitete er vor allem mit Linolschnitt und plastischer Gravur. Aleksander Sielickis Exlibris zeichnen sich durch abstrakte, surrealistische Kompositionen, Eleganz und Präzision aus.
Er nahm an der Vierten und Fünften Biennale des zeitgenössischen Exlibris in Malbork (1967 und 1969), am Festival der Kunstschulen für die Jugend in Nowa Ruda (1973) sowie an den Ausstellungen Ekslibris Wrocławski (1970, 1972), der Gruppe RYS, in Helsingør (Dänemark, 1972) sowie Nancy (Frankreich, 1974) teil.